# Anna Laetitia Barbauld

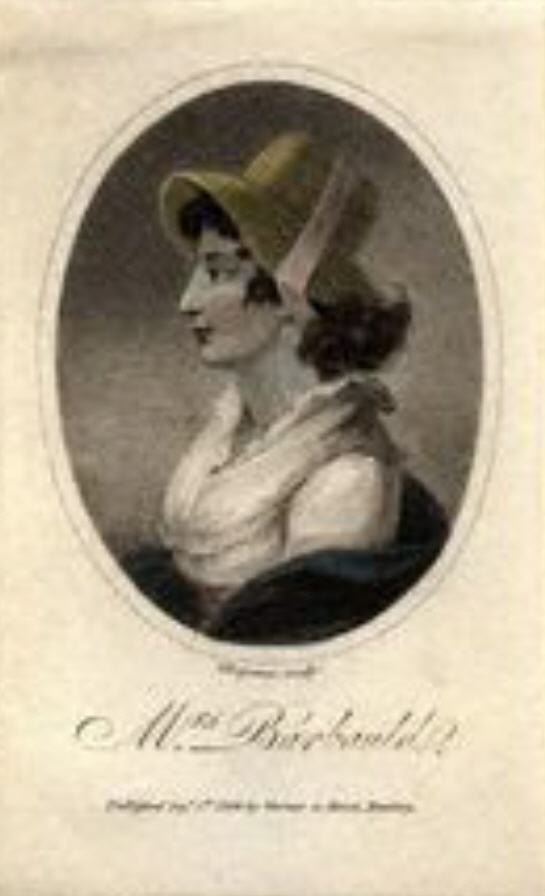
Anna Laetitia Barbauld

Anna Laetitia Barbauld (* 20. Juni 1743 in Kibworth Harcourt, Leicestershire; † 9. März 1825 in Stoke Newington) war eine englische Dichterin, Essayistin, Literaturkritikerin, Herausgeberin und Kinderbuchautorin.
Als schreibende Frau versuchte sich Barbauld an vielerlei Gattungen und hatte großen Erfolg – für weibliche Schriftstellerinnen der Zeit eher selten der Fall. Sie war eine angesehene Lehrerin an der Palgrave Academy und eine innovative Kinderbuchautorin. Ihre Lehransätze wurden über ein Jahrhundert lang zum pädagogischen Leitfaden.
Ihre Aufsätze bewiesen, dass es für eine Frau möglich war, sich öffentlich politisch zu engagieren, und andere Schriftstellerinnen wie Elizabeth Benger machten sich sie zum Vorbild. Barbaulds literarische Karriere spannte sich über mehrere Perioden der britischen Literaturgeschichte. In ihrem Werk sind Spuren der Aufklärung und der Empfindsamkeit zu finden. Außerdem bildete ihre Dichtung die Grundlage für die Entwicklung der britischen Romantik. Da sie auch als Literaturkritikerin tätig war, trug sie mit ihrer Anthologie britischer Romane dazu bei, den heutigen literarischen Kanon festzulegen. Barbaulds literarische Karriere kam 1812 zu einem jähen Ende durch ihr höchst polemisches politischen Gedichts Eighteen Hundred and Eleven. Darin kritisierte sie die britische Teilnahme an den Koalitionskriegen. Eine Reihe äußerst negativer Rezensionen wirkte so stark auf sie, dass sie nie wieder zur Feder griff. Ihr Ruf verschlechterte sich, als viele der Romantiker, die sie zur Zeit der Französischen Revolution inspiriert hatte, in ihren späteren konservativ geprägten Lebensläufen sich gegen sie wandten. So wurde Barbauld während des späteren 19. Jahrhunderts als eine pedantische Kinderbuchautorin gesehen. Im 20. Jahrhundert geriet sie in Vergessenheit. Interesse an ihr wurde erst durch den Aufstieg der feministischen Literaturtheorie in den 1980ern wieder erweckt.

## Leben
Anna Laetitia Barbauld, Tochter des Arztes John Aikin und der Jane Jennings, wurde am 20. Juni 1743 in Kibworth Harcourt, Leicestershire, geboren, wo ihr Vater eine Schule für Jungen leitete. 1758 unterrichtete John Aikin an der neuen Warrington Academy for Dissenters in Lancashire; Anna sollte sich in den folgenden 15 Jahren in diesem intellektuellen Zentrum aufhalten und von dem Privatunterricht ihres Vaters profitieren.
Anna heiratete im Mai 1774 den sechs Jahre jüngeren Geistlichen Rochemont Barbauld, der an der Akademie in Warrington erzogen worden war. Das Paar wohnte in Palgrave, Suffolk, wo Rochemont eine Schule für Jungen eröffnete, an der auch Anna unterrichtete. Durch regelmäßige Besuche in London machte Anna u. a. die Bekanntschaft von Autorinnen wie Elizabeth Montagu, Hester Chapone und Hannah More.
1785 musste die Schule in Palgrave geschlossen werden, und das Paar ließ sich nach einem einjährigen Aufenthalt auf dem Kontinent schließlich in Hampstead nieder, wo Rochemont einer kleinen Gemeinde vorstand.
Nach der Französischen Revolution veröffentlichte Anna Pamphlete und andere politische Schriften, darunter etwa das Werk Sins of the Government, Sins of the Nation, mit dem Anna sich gegen den Krieg mit Frankreich aussprach. Gegen den Sklavenhandel richtete sich die Epistle to William Wilberforce (1791). Viele ihrer Gedichte erschienen im Monthly Magazine, das ihr Bruder herausgab.
1802 zog Anna mit ihrem Mann nach Stoke Newington. In den folgenden Jahren litt sie unter den Gewaltausbrüchen ihres psychisch kranken Mannes, bis dieser in Gewahrsam genommen wurde. 1808 nahm sich Rochemont Barbauld das Leben.
Anna Barbauld blieb literarisch überaus produktiv, gab Samuel Richardsons Briefe (6 Bände, 1804) und die 50-bändige Anthologie The British Novelists (1810) heraus, die sie mit einem Essay über das Genre des Romans einleitete. Zu ihren literarischen Bekannten zählten mittlerweile Sir Walter Scott, William Wordsworth, Robert Southey, Samuel Taylor Coleridge und Samuel Rogers.
Anna starb am 9. März 1825 in Stoke Newington. Ihre Nichte Lucy Aikin gab posthum Anna Barbaulds Works heraus (2 Bände, 1825).
Über die schriftstellerischen Qualitäten von Mrs. Barbauld und Mrs. Trimmer als Kinderbuchautorinnen hat sich Charles Lamb 1802 in einem Brief an Coleridge geäußert: „Der Teufel möge sie holen […]! Diese törichten Weiber und ihre Gefolgschaft haben alles Menschliche im Mann und Kind verrosten und verfaulen machen …“.

## Literarisches Schaffen

### Warrington Academy
Barbaulds literarische Karriere fing an in Warrington, an der Akademie, wo ihr Vater als Leiter und Lehrer tätig war. Ein Drittel der von ihr bekannten Gedichte und die Hälfte der 1825 von ihrer Nichte Lucy Aikin gesammelten Essays stammen aus der Zeit in Warrington.
Diese Periode ihres Schaffens fällt mit der Epoche der Empfindsamkeit zusammen, einer literarischen Strömung, die sich für die Bedürfnisse der nach sozialer Identität suchenden jungen Autorin besonders gut eignete. Hier schloss sie Bekanntschaft mit Joseph Priestley und dessen Frau Mary, die für die pubertierende Barbauld zu einer Art Ersatzfamilie wurden, die sie sogar ihrer biologischen Familie vorzog. Es geschah, dass sie durch Priestleys Einfluss – wie sie ihm einmal anvertraut haben soll – zum Verfassen von Gedichten ermutigt wurde. Viele davon – darunter On Mrs. P’s leaving Warrington – widmete sie den Priestleys oder fanden in Joseph Priestleys Tätigkeit als Naturwissenschaftler bzw. Prediger – darunter The Mouse’s Petition und An Address to the Deity ihren Ursprung. Die ersten ihrer Gedichte, die veröffentlicht wurden, erschienen anonym im ebenfalls anonym herausgegebenem Essay on Song-Writing. With a Collection of Such English Songs as Are Most Eminent for Poetical Merit, to Which Are Added, Some Original Pieces (1772) ihres Bruders John Aikin. Sechs der Original Pieces hatte er Barbauld zu verdanken. Das Werk gehörte zur literarischen Premiere des Bruders, der aus Angst vor schlechter Kritik auf seine Angabe als Autor verzichtet hatte. Zwei Rezensionen, die eine aus dem sehr pro-Establishment eingestellten Critical Review und die andere aus dem Monthly Review, sprachen dem Autor sowohl guten Geschmack als auch kritisches Wissen zu und verglichen die Originalstücke mit Werken von William Congreve, John Dryden, Oliver Goldsmith und William Shenstone. Ein Jahr darauf erschien nach beträchtlichem Widerwillen seitens Barbaulds ihr erstes Buch Poems, das unter dem Namen „Miss Aikin“ veröffentlicht wurde und sich als höchst erfolgreich erwies. Binnen vier Monaten waren die ersten 500 Exemplare bereits ausverkauft. Zwischen 1773 und 1784 gehörte Poems zu den 15 Prozent der am meisten von der Bristol Circulating Library ausgeliehenen Bücher. Auch 1773 veröffentlichte sie mit ihrem Bruder John Miscellaneous Pieces in Prose, worin hauptsächlich Essays von Barbaulds Hand enthalten waren. Dazu gehören u. a. On Romances, an Imitation und An Inquiry into those Kinds of Distress which excite agreeable Sensations. Mit Letzterem knüpfte sie an die ästhetische Diskussion über das Erhabene, die Edmund Burke mit seinem Philosophical Inquiry into the Origin of our Ideas of the Sublime and Beautiful neu aufgegriffen hatte. Sie beleuchtete aber den für die Empfindsamkeit entscheidenden Aspekt des Mitleids und ging – in Anlehnung an Francis Hutcheson – der Frage nach dem produktiven Umgang mit Mitleid in literarischen Darstellungen nach. Ihrer Stellung als Essayistin weist William McCarthy besondere Bedeutung zu. Wären mehr ihrer Essays erhalten geblieben, so geht McCarthy davon aus, dass sie zu den klassischen britischen Essayisten – darunter David Hume, Joseph Addison und Charles Lamb – gezählt hätte.

### Palgrave Academy
Nach ihrer Heirat mit Rochemont Barbauld zog sie mit ihrem Mann nach Suffolk, wo beide an der Palgrave Academy für Jungen als Erzieher arbeiteten. Dort wurde sie mit der Bearbeitung von Sermonen betraut und veröffentlichte 1775 den Band Devotional Pieces, Compiled from the Psalms and the Book of Job, den sie ihrem Vater, dem Pastor und Theologieprofessor an der Warrington Academy, John Aikin, als ein „Zeugnis der Bewunderung einer der am meist respektablen Charaktere“ seitens „seiner dankbaren und gehorsamen Tochter“ widmete. Hierin enthalten ist ihr Essay zu Thoughts on the Devotional Taste, on Sects and on Establishments – eine weitere Anknüpfung an den ästhetischen Diskurs der Zeit, in diesem Falle an die Diskussion um Geschmack. Hier verwies Barbauld aber nicht auf Fragen der literarischen Ästhetik, sondern auf die Rolle von Geschmack beim religiösen Ausdruck der Frömmigkeit. Mit diesem Aufsatz griff Barbauld die religiöse Debatte auf, die sich um die sogenannte extempore Form der Predigt in den nonkonformistischen Kreisen entfacht hatte. Dabei ging es um die Rolle der enthusiastischen Form der Frömmigkeit und um die Bedrohung, die sie – wie ihr Vater John Aikin und seine Warrington-Kollegen empfanden – für eine vernünftige Glaubensausübung darstellte. Barbauld war sich der politischen Aufgeladenheit dieser Frage in Bezug auf die problematische Eingliederung der nonkonformistischen Gemeinde in die englische Gesellschaft bewusst und suchte, durch die Zügelung von Enthusiasmus, die Kategorien von Empfindsamkeit und Vernunft in der Glaubensausübung miteinander zu versöhnen. Ihr Essay wurde seitens der Nonkonformisten heftig kritisiert. Sogar Priestley lehnte ihre Ausführungen völlig ab, die seiner Meinung nach die zwei unvereinbaren Begriffe von Geschmack und Frömmigkeit miteinander kombinierten. Nachträglich sollte Thoughts on Devotion Lob seitens der Autorinnen Mary Wollstonecraft und Harriet Martineau ernten und sogar Einfluss auf Edmund Burke ausüben.
Nach einer langen Pause, in der Barbauld nichts veröffentlicht hatte – eine Sachlage, die auf ihren beschäftigten Alltag als Adoptivmutter, Erzieherin und Schulverwalterin zurückzuführen ist –, betrat sie literarisches Neuland in der Form von Lessons for Children, from Two to Three Years Old (1778). Dabei handelt es sich um eine sehr persönliche Schilderung des Leseunterrichts, den sie ihrem zweijährigen Adoptivsohn und Neffen Charles Aikin erteilt hatte. Das Buch erschien anonym und wurde zehn Tage später von einem zweiten, Lessons for Children of Three Years Old, gefolgt. 1779 erschien der dritte Teil Lessons for Children, from Three to Four Years Old. Im Vergleich zu früheren Kinderbüchern waren Lessons for Children in ihrem lesergerechten Sinn innovativ. Sie enthielten nicht die üblichen Alphabete und Silbentabellen oder die Listen von Sentenzen, die Barbauld für das kindliche Verständnis für zu komplex hielt. Sie setzte eher den pädagogischen Schwerpunkt auf die eigenen Erfahrungen ihres einzigen Kindes Charles. McCarthy erkennt darin den innovativen Charakter ihrer Lessons for Children, nämlich die Einsicht, dass man nur aus konkreten Situationen lernen kann. Hymns in Prose for Children folgte 1781 als eine Form von Liturgie für ihre Schüler. Das Buch diente als Einführung in die Bibelgeschichte, wobei es mit Bezügen auf die Schöpfung und auf die Apokalypse durch eine Sprache voller Zitate und nachahmenden Stils versehen war. Durch die Übersetzungen ins Französische, Italienische, Spanische, Ungarische und Deutsche wurde das Werk bereits im 19. Jahrhundert zum Bestandteil der Weltliteratur. McCarthy hält es sogar für möglich, dass Friedrich Nietzsche die von der Kinderbuchautorin Thekla von Gumpert unternommene deutsche Übersetzung Gott in der Natur (1846) in seiner Kindheit gelesen haben könnte, und zieht Parallelen zwischen Hymns in Prose for Children und Nietzsches Werk Also sprach Zarathustra.

### Hampstead: politisches Engagement
Nach ihrem einjährigen Aufenthalt im Ausland ließen sich die Barbaulds in Hampstead nieder, wo sie die folgenden 15 Jahre verbrachten. Während dieser Zeit spielten sich sowohl in England als auch auf dem Kontinent entscheidende politische Ereignisse ab, worauf Anna Barbauld durch das Verfassen von Pamphleten antwortete. Sie engagierte sich damit in drei unterschiedlichen Bereichen des politischen Alltags: der Bitte um Widerruf der Testakte, der Gesetzesvorlage für die Abschaffung vom Sklavenhandel und der Debatte um die Französische Revolution.

#### Nonkonformismus
Prägend für Barbaulds Leben und schriftstellerische Tätigkeit sowohl im politischen als auch in der Diskussion um literarische Ästhetik war ihre protestantisch nonkonformistische Erziehung. Sie gehörte zur dritten Generation in einer Familie von sogenannten Dissenters (Nonkonformisten). Sowohl ihr Großvater als auch ihr Vater waren Professoren der Theologie gewesen, weshalb Barbauld sich der kulturellen und sozialen Tragweite mitsamt allen Prinzipien des religiösen Nonkonformismus durchaus bewusst war. Als Förderer von Religion, Freiheit, Handel und Bildung – vor allem an den zunehmenden nonkonformistischen Lernanstalten wie Warrington und Palgrave ersichtlich – dominierten englische Nonkonformisten die ökonomische Landschaft Englands im 18. Jahrhundert. Zentral für die nonkonformistische Erziehung war das Ideal der Freiheit des Gewissens und des empirischen Forschens. Barbaulds Bruder, John Aikin, soll nach seinem Großvater John Jennings das Prinzip der „free inquiry“ so sehr verinnerlicht haben, dass Daniel E. White ihn zum Gründer des modernen Seminars gemacht hat. Durch die von der englischen Regierung erlassene Testakte sahen sich Nonkonformisten in ihrem sozialen und politischen Wirken gegenüber den Mitgliedern der Anglikanischen Gemeinschaft besonders benachteiligt. Im Kontext der Kampagne um die Revidierung der Testakte 1878–1890 verfasste Barbauld, nachdem die Bitte um Widerruf durch das Parlament endgültig abgeschlagen wurde, ein Pamphlet zur Verteidigung der Nonkonformisten. In An Address to the Opposers of the Repeal of the Corporation and Test Acts versucht sie das Parlament und vor allem William Pitt von der Harmlosigkeit der randständigen Dissenters für das Establishment und die Anglikanische Kirche zu überzeugen, indem sie vor allem auf den vorteilhaften Status der Anglikanischen Kirche verweist. Der Text ist von ironischen Wendungen durchzogen – wie es bereits dem Anfang zu entnehmen ist:

„We thank you for the compliment paid the Dissenters, when you suppose that the moment they are eligible to places of power and profit, all such places will at once be filled with them.“

„Wir danken euch für das Lob, das ihr den Nonkonformisten erstattet, wenn ihr vermutet, dass sobald sie Zugang zu Machtpositionen und Ämtern haben, alle diese sofort von ihnen besetzt sein werden.“

#### Sklavenhandel
Ein Thema politischer Kontroverse, dem, der Bitte um Widerruf der Testakte ähnlich, kein Erfolg beschieden zu sein schien, war – so erkannte es Elizabeth Nicholson, eine Zeitgenossin Barbaulds – die Abschaffung des Sklavenhandels. Nach der Ablehnung der Gesetzesvorlage von William Wilberforce gegen den Sklavenhandel am 20. April 1791 folgte Mitte Juni ein Gedicht von Barbauld, betitelt: An Epistle to William Wilberforce, Esq. on the Rejection of the Bill for Abolishing the Slave Trade. Als ein Widersacher der nonkonformistischen Bitte um Widerruf der Testakte war Wilberforce außer bei der Frage des Sklavenhandels kein politischer Mitstreiter Barbaulds. Der ernste Ton, den sie im Gedicht annahm, zeugt – so postuliert es McCarthy – davon, dass Barbauld sich in ihre alte Position als Erzieherin in Palgrave versetzt hatte, um den ihr um 15 Jahre jüngeren Politiker zu beraten. Sie lobt Wilberforce und seinesgleichen für ihren Einsatz, aber verbleibt bis zum Ende des Gedichtes hin in einer pessimistischen Haltung:

„But seek no more to break a Nation’s fall, / For ye have sav’d yourselves – and that is all. / Succeeding times your struggles, and their fate, / With mingled shame and triumph shall relate, / While faithful History, in her various page, / Marking the features of this motley age, / To shed a glory, / and to fix a stain, / Tells how you strove, and that you strove in vain.“

„Aber sucht nicht mehr den Untergang einer Nation zu verhindern, weil ihr euch selbst gerettet habt – und das war’s. Die darauffolgenden Zeiten werden von euren Kämpfen und deren Schicksal mit einer Mischung aus Scham und Erfolg erzählen, während die treue Geschichte auf ihrer vielfältigen Seite die Merkmale dieses närrischen Zeitalters, Ruhm auszubreiten und einen Fleck zu hinterlassen, hervorhebt und davon erzählt, wie ihr gestrebt habt und dass ihr umsonst gestrebt habt.“

An Epistle to William Wilberforce wurde von den Abolitionisten willkommen geheißen. Hannah More, die als eine der führenden Abolitionisten unter den Dichtern galt, zeigte sich Barbauld sehr dankbar und Frances Burney hielt das Gedicht für das bei Weitem beste ihrer Werke.

#### Britische Teilnahme an den Koalitionskriegen
Eine weitere Möglichkeit zum politischen Engagement für Barbauld und ihren Bruder ergab sich aus dem vom britischen König George III. am 19. April 1792 erteilten Ausruf zum Fasten. Damit sollte der in den Krieg gegen Frankreich marschierenden britischen Nation Erfolg gewährleistet werden. Kaum einen Monat später erschien anonym Barbaulds Pamphlet Sins of Government, Sins of the Nation; or A Discourse for the Fast, Appointed on April 19, 1793. Dieses sollte mit Aikins eigener Predigt die nonkonformistische Unzufriedenheit bezüglich der britischen Teilnahme an den Koalitionskriegen stellvertretend ausdrücken. Barbauld forderte dabei den englischen Bürger auf, sich seiner politischen Pflicht bewusst zu werden und Verantwortung für die von der Regierung auferlegte Kriegskampagne zu übernehmen. Sie argumentierte damit, dass durch den Ausruf zum Fasten der englische König die Bevölkerung auf demokratische Weise mit in die Regierung einbezogen habe. Nun lag es an dem englischen Volk, dementsprechend verantwortungsbewusst zu handeln.

### Stoke Newington und das Ende einer literarischen Karriere
Im März 1802 zog das Barbauld-Ehepaar nach Stoke Newington, um sich in der Nähe von John Aikin niederzulassen, nachdem dieser schwer erkrankt war. Dort blieb Barbauld bis ans Ende ihrer Tage. Hier übernahm sie im Februar 1804 ihre Aufgabe als Herausgeberin von Samuel Richardsons Briefen. So wurde Barbauld zur ersten Person außerhalb des Richardson-Familienkreises, die dessen Dokumente sichten konnte. Sie wurde vom Buchhändler Richard Phillips beauftragt, eine Auswahl an Briefen auszulesen und einleitend dazu eine Biographie von Richardson zu schreiben. The Correspondence of Samuel Richardson (1804) kam in der Kritik sehr gut an. Dieses war ihr erstes in den Vereinigten Staaten rezensierte Werk. Besonders wurde sie wegen ihrer Kommentierung von Richardsons Erfolgsroman Clarissa gelobt. Mit ihrem Beitrag setzte Barbauld die Grundlagen für die künftige Kritik zu Richardsons Werken. Man setzte sie sogar im Vergleich mit Samuel Johnson, der mit seinen The Lives of the English Poets eine ähnliche kompilatorische Leistung erbracht hatte. Buchverkäufer in London waren überaus zufrieden mit Barbaulds Erfolg und sollten sie drei Jahre danach für ein gemeinsames Projekt, eine Sammlung der englischen Romane, um ihre Beteiligung beim Verfassen von Vorworten bitten. Das nächste Jahr sah Barbaulds zweites Unternehmen als Herausgeberin in der Form von Selections from the Spectator, Tatler, Guardian, and Freeholder, with a Preliminary Essay (1805), eine dreibändige Auswahl einiger Aufsätze von Joseph Addison und Richard Steele, die in den britischen Zeitschriften The Tatler und The Spectator erschienen waren. Ihr letzter großer Auftrag war die bereits angesprochene Sammlung zu The British Novelists (1810). Diese war eine von Barbauld getroffene Auswahl englischer Romane, die mit ihren kritischen Kommentaren und biographischen Anmerkungen versehen war. Die Sammlung besteht aus 50 Bänden und führt die berühmtesten Romane von Samuel Richardson, Henry Fielding, Frances Brooke, Tobias Smollett, Henry Mackenzie, Oliver Goldsmith, Horace Walpole, John Moore, Samuel Johnson, Ann Radcliffe, Elizabeth Inchbald, Frances D’Arblay unter anderen beliebten Autoren auf. Die Auswahl, die sie traf, war gegenüber den früheren Anthologien zu englischen Romanen – darunter The Novelist’s Magazine und The Poetical Works of Select British Poets and Select Novels – insofern innovativ, als einerseits alle von Barbauld aufgeführten Autoren tatsächlich britischer Herkunft waren, andererseits bei ihr neun neue Autoren erschienen, die in den anderen Sammlungen keine Erwähnung fanden. Dies betraf besonders Schriftstellerinnen wie Elizabeth Inchbald, Ann Radcliffe und Maria Edgeworth. McCarthy hebt Barbaulds Leistung besonders hervor, weil ihre Sammlung die soziologische Geschichte der Entwicklung des Romanschreibens in England nachvollziehen hilft. Somit lautete die Aussage, dass zu Zeiten Barbaulds die führenden Romanschreiber Frauen waren.
Das Jahr 1812 markierte mit der Veröffentlichung ihres politischen Gedichts Eighteen Hundred and Eleven das Ende ihrer schriftstellerischen Karriere. In diesem Gedicht findet ihr Unmut über den Krieg gegen Frankreich, welcher in Sins of the Nation zum ersten Mal zum Ausdruck gekommen war, eine Fortsetzung. Der Krieg ging in sein 20. Jahr und Großbritannien schien kein Erfolg beschieden zu sein. Barbauld wurde mit der zwanghaften Änderung des aufklärerischen Geschichtsverständnisses konfrontiert. Es handelte sich hierbei um das Scheitern einer affirmativen Teleologie. In diesem Sinne stellte sie das britische Imperium einer einst blühenden Blume gleich, die aber der Vergänglichkeit ausgesetzt war:

„But fairest flowers expand but to decay; / The worm is in thy core, thy glories pass away; / Arts, arms and wealth destroy the fruits they bring; / Commerce, like beauty, knows no second spring.“

„Aber die schönsten Blumen breiten sich aus, um zu verfallen; / In deinem Kern ist der Wurm, dein Ruhm vergeht; / Künste, Waffen und Reichtum zerstören die Erträge, welche sie hervorbringen; / Der Handel, wie die Schönheit auch, kennt keinen zweiten Frühling.“

Mit 334 Versen war Eighteen Hundred and Eleven ihr längstes Gedicht. Ende November ließ sie es veröffentlichen. Sie schickte eine Kopie an ihren ehemaligen Schüler William Taylor und forderte ihn auf, sein schriftstellerisches Talent für die Sache des Friedens einzusetzen. Die positiven Rezensionen des Gedichts – davon eine im pazifistischen Monthly Repository, worin sogar ein längeres Gedicht erwünscht wurde – wurden von der äußerst scharfen Kritik seitens anderer Autoren und ehemaliger Schüler wie Samuel Taylor Coleridge und William Wordsworth überschattet. Mit dem ihr zugeordneten Beinamen „die Kassandra des Staates“ wurde Barbauld zur Zielscheibe persönlich gewordener Angriffe. Sie wurde nun wie eine „aufdringliche, veraltete Schullehrerin“ behandelt, deren einstiges literarisches Talent durch ihren Versuch, „mittels eines versifizierten Pamphlets, die Nation zu retten“ auf einmal verkannt wurde. Auf diese abwehrende Haltung reagierte Barbauld passiv. Sie ließ weder eine Erklärung noch eine Bearbeitung veröffentlichen. Es folgten danach keine getrennten Publikationen ihrerseits. Persönlich hinterließ dies jedoch tiefe Spuren: Sie verfiel in eine tiefe Depression.

## Wertung durch die moderne Forschung
Wegen ihrer einzigartigen Stellung als schreibende Frau nonkonformistischer Herkunft, die in einem gelehrten Umfeld aufgewachsen war und sich der Erziehung junger Leute fast ihr ganzes Leben lang gewidmet hatte, erweisen sich die Produkte von Barbaulds literarischer Tätigkeit als besonders wertvoll. Infolge des von McCarthy und Elizabeth Kraft sogenannten „Großen Erwachens, der neuen feministischen Literaturtheorie“, das in den 1970er Jahren stattfand, konnte Barbauld aus der Vergessenheit – der sie seit der viktorianischen Zeit zum Opfer gefallen war – gerettet werden. Zunächst wurde ihr Werk nur unter feministischen Aspekten beleuchtet, dann aber entstand ein breiteres Spektrum an thematischen Bereichen, denen Barbaulds vielseitiges Schaffen zugeordnet werden konnte. Neben der Genderfrage kam ihr wegen ihrer Mittelstellung zwischen den Epochen der Aufklärung und der Romantik – vor allem in den Bereichen der Literaturästhetik, Politik, Religion, Philosophie und Pädagogik – besondere Bedeutung zu. Daniel P. Watkins bezeichnet sie wegen ihres sozialgerichteten schriftstellerischen Engagements als eine „visionäre Dichterin“, die durch „vereinigte poetische Aussagen das passive Verständnis und die Akzeptanz von Konvention zu hinterfragen beabsichtigte, um somit imaginäre Räume für die Wiederherstellung der Wirklichkeit zu schaffen.“ Daniel E. White hebt ihre Bedeutung im religiösen Bereich besonders hervor, insofern als sie durch die ästhetische Bearbeitung der extempore Form der Predigt eine populäre und affektive Version des Nonkonformismus zu fördern suchte, die eine erleichterte Eingliederung in die englische Gesellschaft ermöglichen würde. McCarthy begründet den Stellenwert der literarischen Produktion Barbaulds und ihres Bruders auch in ihrem Bestreben, an allen literaturästhetischen, philosophischen und politischen Debatten und Diskussionen der Zeit teilzunehmen – was an ihrem ersten gemeinsamen Beitrag, Miscellaneous Pieces in Prose, gut zu erkennen ist.

## Werkausgabe
The collected works of Anna Letitia Barbauld, edited by William McCarthy, Oxford : Oxford University Press, 2019 -, 
- The poems, revised / Anna Letitia Barbauld

Person/en: 	Barbauld, Anna Letitia
McCarthy, William
Ausgabe: 	First edition
Ort/Jahr: 	Oxford, United Kingdom : Oxford University Press, 2019
Sprache/n: 	Englisch;
Umfang: 	lxi, 438 Seiten : Illustrationen
Gesamttitel: 	The collected works of Anna Letitia Barbauld / Barbauld, Anna Letitia; volume 1
ISBN: 978-0-19-870434-8
- Writings for children and young people / edited by Paula R. Feldman and Lisa Vargo

Person/en: 	Barbauld, Anna Letitia
McCarthy, William; Feldman, Paula R.; Vargo, Lisa
Ort/Jahr: 	Oxford : Oxford University Press, 2024
Sprache/n: 	Englisch;
Umfang: 	xlii, 515 Seiten : Illustrationen
Gesamttitel: 	The collected works of Anna Letitia Barbauld / Barbauld, Anna Letitia; volume 2
ISBN: 978-0-19-871919-9
- Essays and discourses / edited by Scott Krawczyk, William McCarthy and Lisa Vargo

Person/en: 	Barbauld, Anna Letitia
Krawczyk, Scott; McCarthy, William; Vargo, Lisa, 
Ort/Jahr: 	Oxford : Oxford University Press, 2024
Sprache/n: 	Englisch;
Umfang: LII-595 Seiten : illustrations ; 23 cm
Gesamttitel: The collected works of Anna Letitia Barbauld ; Volume 4
ISBN: 978-0-19-870478-2

## Publikationen
Wenn nicht anders angegeben, stammen die hier aufgeführten Titel aus Wolickys Eintrag zu Barbauld im Dictionary of Literary Biography:
- 1768: Corsica: An Ode
- 1773: Poems
- 1773: Miscellaneous Pieces in Prose (with John Aikin)
- 1775: Devotional Pieces, Compiled from the Psalms and the Book of the Job
- 1778: Lessons for Children of Two to Three Years Old (London: J. Johnson)[52][53]
- 1778: Lessons for Children of Three Years Old (London: J. Johnson)
- 1779: Lessons for Children from Three to Four Years Old (London: J. Johnson)[52]
- 1781: Hymns in Prose for Children (London: J. Johnson)[52]
- 1787: Lessons for Children, Part Three (London: J. Johnson)[52]
- 1788: Lessons for Children, Part Four (London: J. Johnson)[52]
- 1790: An Address to the Opposers of the Repeal of the Corporation and Test Acts
- 1791: An Epistle to William Wilberforce, Esq. on the Rejection of the Bill for Abolishing the Slave Trade (London: J. Johnson)[53]
- 1792: Civic Sermons to the People
- 1792: Poems. A new edition, corrected. To which is added, An Epistle to William Wilberforce (London: J. Johnson)[53]
- 1792: Remarks on Mr. Gilbert Wakefield's Enquiry into the Expediency and Propriety of Public or Social Worship (London: J. Johnson)[53]
- 1792–1796: Evenings at Home, or The Juvenile Budget Opened (with John Aikin, six volumes)
- 1793: Sins of Government, Sins of the Nation (1793)
- 1794: Reasons for National Penitence Recommended for the Fast Appointed on February 28, 1794
- 1798: „What is Education?“ Monthly Magazine 5
- 1800: Odes, by George Dyer, M. Robinson, Anna Laetitia Barbauld, J. Ogilvie, &c. (Ludlow: G. Nicholson)[53]
- 1802: The Arts of Life (with John Aikin)
- 1804: The Correspondence of Samuel Richardson . . . to which are prefixed, a biographical account of that author, and observations on his writing, (London: Richard Phillips;[53] edited with a substantial biographical introduction, six volumes)
- 1805: Selections from the Spectator, Tatler, Guardian, and Freeholder, with a Preliminary Essay (London: J. Johnson;[53] edited with an introduction, three volumes)
- 1805: The Poetical Works of Mark Akenside (London: W. Suttaby; edited)[53]
- 1810: The British Novelists; with an Essay; and Prefaces, Biographical and Critical, by Mrs. Barbauld, (London: F. C. & J. Rivington;[53] edited with a comprehensive introductory essay and introductions to each author, 50 volumes)
- 1810: An Essay on the Origin and Progress of Novel-Writing
- 1811: The Female Speaker; or, Miscellaneous Pieces in Prose and Verse, Selected from the Best Writers, and Adapted to the Use of Young Women (London: J. Johnson;[53] edited)
- 1812: Eighteen Hundred and Eleven (London: J. Johnson)[53]
- 1825: The Works of Anna Laetitia Barbauld. With a Memoir by Lucy Aikin, Volume 1 (London: Longman; edited by Barbauld's niece, Lucy Aikin)[53]
- 1826: A Legacy for Young Ladies, Consisting of Miscellaneous Pieces, in Prose and Verse (London: Longman;[53] edited by Barbauld’s niece, Lucy Aikin, after Barbauld's death)